# Persone di nome Jörg
| Questa pagina contiene informazioni ricavate automaticamente dalle voci biografiche con l'ausilio del template Bio e di un bot. L'aggiornamento è periodico e automatico e ricostruisce completamente la pagina. Se manca una persona in questa lista, sei pregato di non aggiungerla, ma accertati piuttosto che la sua voce biografica contenga il template Bio e che i dati anagrafici siano correttamente compilati. Se il template Bio manca, inseriscilo tu stesso o, in alternativa, metti l'avviso {{tmp\|Bio}} che ne segnala la mancanza. Se i dati riportati sono sbagliati, correggi direttamente la voce biografica; le modifiche saranno visibili in questa lista entro pochi giorni. Per chiarimenti vedi il progetto antroponimi. La lista contiene solo le 66 persone che sono citate nell'enciclopedia e per le quali è stato implementato correttamente il template Bio. Pagina aggiornata al 23 mag 2025. |

Questa è una lista di persone presenti nell'enciclopedia che hanno il nome Jörg, suddivise per attività principale.

## Allenatori di calcio(6)
- Jörg Berger, allenatore di calcio e calciatore tedesco (Gotenhafen, n. 1944 - Duisburg, † 2010)
- Jörg Bode, allenatore di calcio e ex calciatore tedesco (Melle, n. 1969)
- Jörg Böhme, allenatore di calcio e ex calciatore tedesco (Hohenmölsen, n. 1974)
- Jörg Heinrich, allenatore di calcio, dirigente sportivo e ex calciatore tedesco (Rathenow, n. 1969)
- Jörg Sievers, allenatore di calcio e ex calciatore tedesco (Römstedt, n. 1965)
- Jörg Stiel, allenatore di calcio e ex calciatore svizzero (Baden, n. 1968)

## Allenatori di hockey su ghiaccio(1)
- Jörg Eberle, allenatore di hockey su ghiaccio e ex hockeista su ghiaccio svizzero (Häggenschwil, n. 1962)

## Altisti(1)
- Jörg Freimuth, ex altista tedesco (Rathenow, n. 1961)

## Aracnologi(1)
- Jörg Wunderlich, aracnologo, paleontologo e biologo tedesco (Berlino, n. 1939)

## Arbitri di calcio(1)
- Jörg Burow, ex arbitro di calcio e ex calciatore tedesco (Zeulenroda, n. 1961)

## Architetti(1)
- Jörg Friedrich, architetto tedesco (Erfurt)

## Attori(1)
- Jörg Hengstler, attore e doppiatore tedesco (n. 1956 - Oberkrämer, † 2024)

## Batteristi(1)
- Jörg Michael, batterista tedesco (Dortmund, n. 1963)

## Calciatori(6)
- Jörg Albertz, ex calciatore tedesco (Mönchengladbach, n. 1971)
- Jörg Neun, ex calciatore tedesco (Ortenberg, n. 1965)
- Jörg Schwanke, ex calciatore tedesco orientale (Peitz, n. 1969)
- Jörg Siebenhandl, calciatore austriaco (Vienna, n. 1990)
- Jörg Stübner, calciatore tedesco orientale (Freiberg, n. 1965 - Dresda, † 2019)
- Jörg Weißflog, ex calciatore tedesco (Stollberg, n. 1956)

## Canoisti(1)
- Jörg Schmidt, canoista tedesco (Berlino Est, n. 1961 - † 2022)

## Canottieri(2)
- Jörg Landvoigt, ex canottiere tedesco (Brandeburgo sulla Havel, n. 1951)
- Jörg Lucke, ex canottiere tedesco (Berlino, n. 1942)

## Cestisti(1)
- Jörg Lütcke, ex cestista tedesco (Stoccarda, n. 1975)

## Chitarristi(1)
- Jörg Fischer, chitarrista tedesco (Solingen, n. 1957)

## Ciclisti su strada(3)
- Jörg Jaksche, ex ciclista su strada tedesco (Fürth, n. 1976)
- Jörg Ludewig, ex ciclista su strada tedesco (Halle, n. 1975)
- Jörg Müller, ex ciclista su strada, pistard e dirigente sportivo svizzero (Aarau, n. 1961)

## Conduttori televisivi(1)
- Jörg Pilawa, conduttore televisivo tedesco (Amburgo, n. 1965)

## Direttori d'orchestra(1)
- Jörg Faerber, direttore d'orchestra tedesco (Stoccarda, n. 1929 - Willich, † 2022)

## Economisti(2)
- Jörg Asmussen, economista e politico tedesco (Flensburgo, n. 1966)
- Jörg Guido Hülsmann, economista tedesco (Hückeswagen, n. 1966)

## Giocatori di football americano(1)
- Jörg Heckenbach, ex giocatore di football americano tedesco (Düsseldorf, n. 1974)

## Giuristi(1)
- Jörg Luther, giurista tedesco (Marburgo, n. 1959 - Torino, † 2020)

## Ingegneri(2)
- Jörg Schlaich, ingegnere tedesco (Stetten im Remstal, n. 1934 - Berlino, † 2021)
- Jörg Zander, ingegnere tedesco (Ratingen, n. 1964)

## Maratoneti(1)
- Jörg Peter, ex maratoneta tedesco (Dresda, n. 1955)

## Nuotatori(3)
- Jörg Hoffmann, ex nuotatore tedesco (Schwedt, n. 1970)
- Jörg Lindemeier, ex nuotatore namibiano (Windhoek, n. 1968)
- Jörg Woithe, ex nuotatore tedesco (Berlino Est, n. 1963)

## Pianisti(1)
- Jörg Demus, pianista e compositore austriaco (Sankt Pölten, n. 1928 - Vienna, † 2019)

## Piloti automobilistici(1)
- Jörg Müller, pilota automobilistico tedesco (Kerkrade, n. 1969)

## Piloti motociclistici(1)
- Jörg Teuchert, pilota motociclistico tedesco (Lauf an der Pegnitz, n. 1970)

## Pittori(4)
- Jörg Breu il Vecchio, pittore tedesco (Augusta, n. 1475 - Augusta, † 1537)
- Jörg Immendorff, pittore, scultore e scenografo tedesco (Bleckede, n. 1945 - Düsseldorf, † 2007)
- Jörg Ratgeb, pittore tedesco (Schwäbisch Gmünd - Pforzheim, † 1526)
- Jörg Schuldhess, pittore, disegnatore e scrittore svizzero (Basilea, n. 1941 - Basilea, † 1992)

## Politici(4)
- Jörg Haider, politico austriaco (Bad Goisern am Hallstättersee, n. 1950 - Köttmannsdorf, † 2008)
- Jörg Kukies, politico, banchiere e economista tedesco (Magonza, n. 1968)
- Jörg Leichtfried, politico austriaco (Bruck an der Mur, n. 1967)
- Jörg Meuthen, politico e economista tedesco (Essen, n. 1961)

## Registi(1)
- Jörg Buttgereit, regista cinematografico, regista teatrale e sceneggiatore tedesco (Berlino, n. 1963)

## Religiosi(1)
- Georg Blaurock, religioso svizzero (Bonaduz, n. 1491 - Klausen, † 1529)

## Saltatori con gli sci(1)
- Jörg Ritzerfeld, ex saltatore con gli sci tedesco (Suhl, n. 1983)

## Schermidori(2)
- Jörg Fiedler, schermidore tedesco (Lipsia, n. 1978)
- Jörg Kempenich, ex schermidore tedesco (Bonn, n. 1965)

## Sciatori alpini(1)
- Jörg Wirnsberger, ex sciatore alpino austriaco

## Scrittori(2)
- Jörg Bong, scrittore, editore e critico letterario tedesco (Bad Godesberg, n. 1966)
- Jörg Fauser, scrittore, giornalista e traduttore tedesco (Bad Schwalbach, n. 1944 - Monaco di Baviera, † 1987)

## Slittinisti(1)
- Jörg Hoffmann, ex slittinista tedesco (Sondershausen, n. 1963)

## Storici(1)
- Jörg Jarnut, storico tedesco (Weimar, n. 1942 - † 2023)

## Tennistavolisti(1)
- Jörg Rosskopf, tennistavolista tedesco (Dieburg, n. 1969)

## Tenori(1)
- Jörg Dürmüller, tenore svizzero (Berna, n. 1959)

## Triplisti(1)
- Jörg Drehmel, ex triplista tedesco (Trantow, n. 1945)

## Velisti(1)
- Jörg Bruder, velista e insegnante brasiliano (São Paulo, n. 1937 - Saulx-les-Chartreux, † 1973)

## Velocisti(1)
- Jörg Pfeifer, ex velocista tedesco (n. 1952)

## Senza attività specificata(1)
- Jörg Hartmann e Lothar Schleusener, tedesco (Berlino, n. 1955 - Berlino, † 1966)